# FCラーダ・トリヤッチ
FCラーダ・トリヤッチ（ФК «ЛАДА-ТОЛЬЯТТИ», FC Lada-Togliatti）は、ロシア・サマラ州トリヤッチにホームを置くサッカークラブである。2022シーズンはロシア・セカンドディビジョン・グループ4（東部）（3部）に所属。

## 歴史
クラブは1970年にトルペド（Торпедо）として自動車メーカーVAZに創設された。チームはソビエト連邦解体までソビエト連邦セカンドリーグ（3部）に所属した。1988年にクラブ名がVAZのブランド名であるラーダに変更された。
1992年にロシア・ファーストディビジョン（2部）に編入されてからは、頻繁な昇降格を繰り返している。1994と1996シーズンにはトップリーグ（1部）に昇格したが、どちらも最下位に終わり1シーズンで降格した。2002-03シーズンのロシアカップでは準決勝に進んだ。2007年はファースト・ディビジョンで7位となったが、ファーストディビジョンライセンスが取得できなかったためセカンドディビジョン（3部）に降格させられた。

## 歴代所属選手
- () マクシム・シャツキフ 1997
- ウラディーミル・シシェロフ 2001-2002